# Four Year Strong
Four Year Strong — американская мелодик хардкор-группа из города Вустер, штат Массачусетс, основанная в 2001 году. Группа состоит из вокалистов и гитаристов Дэна О’Коннора и Аллана Дэя, басиста Джо Вайса, и барабанщика Джексона Масуко. Группа выпустила 6 студийных альбома, последним на данный момент из которых является альбом Brain Pain, выпущенный 28 февраля 2020 года.

## История

### Образование иIt’s Our Time(2001—2006)
Эта группа была сформирована в Вустере (штат Массачусетс) в 2001 году нынешними членами Дэном О’Коннором, Алланом Дэем, Джо Вайсом и Джексоном Масуко, а также бывшим членом Джошем Лайфордом. Они выпустили свой первый студийный альбом вскоре после их формирования. Запись была ограничена до 400 экземпляров, с различной цветовой гаммой компакт-дисков. Первые 200 были светло-голубые, а последующие версии жёлтыми, красными и зелёными.

### Rise or Die Trying,Explains It All(2006—2009)
Выпуск в 2007 Rise or Die Trying на I Surrender Record стартовала под номером 31 в чарте Billboard Heatseekers в своей дебютной недели. На обратной стороне их растущей популярности, группа подписала контракт с Decaydance Records в феврале 2008 года.
21 июля 2009 года Four Year Strong выпустили кавер-альбом с песнями 1990-х годов под названием Explains It All. В записи альбома появятся гости Кит Бакли из Every Time I Die, Трэвис Маккой из Gym Class Heroes, а также духовая секция Less Than Jake в лице Петра Василевского и Бади Скаба. В своём блоге в MySpace группа написала про альбом: «Это то, что мы слушали в юном возрасте. У каждого есть особые песни, которые могут мгновенно перенести его обратно, в те дни, когда он были моложе. И мы не исключение. Мы играли эти песни на гитарах у себя в комнатах, катались на машинах, слушая их, или же это были просто песни, которые все слушали по радио в удивительный летний день. Эти песни в некотором роде повлияли на нас, и мы хотим поделиться этим чувством с вами».

### Enemy of the World(2010—2011)
Третий полноформатный альбом группы, Enemy of the World, был выпущен 9 марта 2010 года на Universal Motown Records. Группа выпустила первый сингл с альбома «It Must Really Suck to Be Four Year Strong Right Now», 21 декабря 2009 года. Название песни является ссылкой на последнее предложение о пересмотре в Alternative Press, в котором журнал хвалили новый альбом Set Your Goals. Виниловой пластинкой был предоставлен предварительный заказ на 2 марта 2010 года. Альбом был продан тиражом 12 400 копий в первую неделю, дебютировал под номером 47 на Billboard 200. Four Year Strong сопровождали Set Your Goals в азиатском турне, но и отменили гастроли в Индонезию.

### Уход Джоша Лайфорда и выпускIn Some Way, Shape or Form(2011)
3 апреля 2011 года, было объявлено, что Джош Лайфорд покидает группу. Изначально подразумевалось, что Лайфорд покинет группу чтобы сосредоточиться на своём проекте Foxfires. Однако, позднее было подтверждено что группа решила менять звучание, и синтезатору Лайфорда не осталось места, чтобы продолжать играть дальше. Группа заявила, что они будут продолжать играть дальше вчетвером.
13 апреля 2011 года, в интервью Alternative Press группа сказала, что они на середине записи своего четвёртого студийного альбома с продюсером Дэвидом Бенденом в Нью-Джерси в House of Loud. Группа намерена вернуться в студию, без Джош Лайфорда, чтобы закончить альбом в июне, после того как они закончили тур с Rise Against. Вокалист Алан Дэй также сказал, что новые песни группы были написаны весьма разнообразны, и о том, что новый материал отличается от всего что группа делала раньше. Во время гастролей с Rise Against, они играли ещё неизданную песни под названием «Falling on You».
18 августа 2011 года, группа выпустила «Stuck in the Middle», новая песня из нового альбома. Группа объявила, что новый альбом будет называться In Some Way, Shape, or Form и будет выпущен 8 ноября 2011 года. 8 сентября 2011 года группа выпустила ещё одну песню с альбома, под названием «Just Drive».
Осенью 2011 на AP тур, группа сыграла ещё одну новую песню, которая выйдет на новом альбоме. Группа посвящает её поклонникам, которые были там с самого начала, и будет там до самого конца. Видео на песню была утечка на YouTube. Она называется «Fairweather Fan».
В одном из интервью выяснилось, что Four Year Strong будет играть Warped Tour 2012.

### Go Down In HistoryEP (2014 — настоящее время)
Во время своего ежегодного отпуска в Вустере, штат Массачусетс в 2013 году, Four Year Strong объявили, что они работают над новым материалом, который будет выпущен в скором времени. Позже они объявили о предстоящем турне по Северной Америке в поддержку Bayside, который будет проходить в течение апреля 2014 года, и о выступлении на Vans Warped Tour в полном объёме следующим летом.
27 мая 2014 года, группа объявила о новом EP-альбоме под названием Go Down in History, который выйдет в свет 22 июля 2014 года и будет выпущен на их новом лейбле Pure Noise Records. В 2014 году на праздничном шоу в их родном городе Вустер, группа объявила о том, что полный альбом выйдет в 2015 году.

## Музыкальный стиль
Стиль группы можно охарактеризовать как поп-кор: смесь поп-панка, хардкор-панка, и пауэр-попа. Группа просто разработала собственное звучание, опираясь на идею играть «именно то, что они хотят услышать», или ту музыку, которую они хотели слушать, но никто её в «то» время не играл. Их звучание называется смесью Изикора и Пост-хардкора. Группа перечислила повлиявшие на их стиль команды- это Lifetime, Saves the Day, Gorilla Biscuits, Blink-182, Reach the Sky и New Found Glory, для примера. Хотя FYS изначально начинала как пост-хардкор команда, выпуск их демо в 2004 году обозначил переход от пост-хардкора к более синтезаторно-звучащим трекам, где группа начала захватывать такие стили, как пауэр-поп и хардкор-панк в принципе. До релиза, и время от времени в альбоме Rise or Die Trying, группа начала сочетать в своей музыке больше граней современного хардкора, такие как басовая бочка, и брейкдауны. Для создания своего третьего студийного альбома, Enemy of the world, группа решила увеличить влияние хардкора на свою музыку. Кроме того, их иногда сравнивают с группами A Day to Remember и Set Your Goals.

## Влияние на группу
Группа имеет много отсылок на поп-культуру 1990-х годов. Их можно узнать по цитатам из фильмов 90-х в их текстах и названиях песен, а также в разговоре. На них в своё время повлияли такие группы 90-х годов, как Everclear, The Smashing Pumpkins, Sugar Ray, Nirvana, Third Eye Blind, и ещё несколько групп, на песни которых они впоследствии выпустили кавер-версии, которые вошли в их трибьют-альбом Explains It All.

## Состав группы
Участники:
- Дэн О `Коннор (Dan O’Connor) — вокал, гитара (с 2001)
- Алан Дэй (Alan Day) — вокал, гитара (с 2001)
- Джо Вайс (Joe Weiss) — бас-гитара, бэк-вокал (с 2004)
- Джейк Масуко (Jake Massucco) — ударные (с 2001)

Бывшие участники:
- Джош Лифорд (Josh Lyford) — клавишные, вокал (2006—2011)

## Дискография

### Студийные альбомы
- It's Our Time (2005)
- Rise or Die Trying (2007)
- Explains It All (2009)
- Enemy of the World (2010)
- In Some Way, Shape, or Form (2011)
- Four Year Strong (2015)
- Brain Pain (2020)

### Кавер альбом
- 2009 — Explains It All

### Видео
«Heroes Get Remembered, Legends Never Die» — 2007
«Bada Bing! Wit' a Pipe!» — 2008
«It Must Really Suck to be Four Year Strong Right Now» — 2010
«Tonight We Feel Alive (On a Saturday)» — 2010
«Just Drive» — 2011
«Go Down In History» — 2014
«Stolen Credit Card» — 2016
«Who Cares?» — 2016